# YJA STAR
Die YJA STAR ist die Bezeichnung der weiblichen Kampfverbände innerhalb der Untergrundorganisation Arbeiterpartei Kurdistans. Die derzeitige Kommandeurin hat den Decknamen Zozan Çewlik.

## Gründung einer Frauenarmee und Motive
Als Frauenarmee wird die Gesamtheit der ausschließlich aus Frauen bestehenden Einheiten der kurdischen Volksverteidigungskräfte (Hêzên Parastina Gel HPG), bis 2000 Volksbefreiungsarmee Kurdistans (ARGK), bezeichnet. Bei diesen Organisationen handelt es sich um Kampfverbände der Arbeiterpartei Kurdistans (PKK). Der gegenwärtige Name der Frauenverbände lautet Yekîtîya Jinên Azad, abgekürzt YJA STAR, und bedeutet in der Übersetzung Einheit der freien Frau. STAR ist ein Hinweis auf die Göttin Ishtar.
Frauen waren seit der Gründung der PKK in den 1970er Jahren in der Organisation und ihren Kampfverbänden vertreten. Zunächst nahmen sie einzeln oder in kleinen Gruppen in den Männereinheiten teil.

### Chronologie
Ein erster Frauenkongress der PKK wurde Ende 1992 durchgeführt. Unter anderem wurde das Recht zu heiraten eingefordert. Der Kongress wurde von Abdullah Öcalan als Versuch, die PKK zu beseitigen (tasfiyecilik), gewertet und annulliert. Am 8. März 1995 fand in Metina dann der erste offizielle Kongress der PKK-Frauen statt. Dort wurde eine 23-köpfige Exekutive gewählt. Später organisierten sich die Frauen in der TAJK Tevgera Azadiya Jinên Kurdistan (Freiheitsbewegung der Frauen Kurdistans). Prominenteste Identifikationsfigur der Frauenbewegung war Gülnaz Karataş, die sich im Kampf gegen Peschmerga der KDP von einem Felsen stürzte, um einer Ergreifung zu entgehen.
1993 gab PKK-Vorsitzender Abdullah Öcalan die Anweisung, eine Frauenarmee zu bilden. Ab 1995 wurden eigene Einheiten der weiblichen Guerilla gebildet, die über eine eigene Kommandantur verfügten. Die Yeketiya Azadiya Jinên Kurdistan (YAJK – Verband freier Frauen Kurdistans) wurde gegründet.
Weibliche PKK-Kämpferinnen verübten Mitte der 1990er Jahre eine Reihe Selbstmordattentate. Im Jahre 1996 sprengten sich Güler Otaç (Deckname: Bermal), Zeynep Kınacı (Deckname: Zilan) und Leyla Kaplan (Deckname: Rewşen) selbst in die Luft und rissen Soldaten, Polizisten und Zivilisten mit in den Tod.

## Ideologie
Die Ideologie der YJA STAR ist identisch mit der der Mutterorganisation. Es wird die Schaffung einer staatsübergreifenden Struktur angestrebt, gemäß der amerikanischen Denkschule des Kommunalismus. Diese Organisationsform nennt die PKK Demokratischer Konföderalismus In Veröffentlichungen der YJA STAR wird die sogenannte Frauenbefreiung und die ökologische Erneuerungen stärker betont. Insbesondere die Bekämpfung der Ehrenmorde stehen ideologisch im Mittelpunkt und dienen als Rekrutierungsgrundlage. Die YJA betreibt einen starken Personenkult um Abdullah Öcalan und huldigt einem Märtyrerkult um die Identifikationsfiguren Beritan und Zilan. Die Deutschen Andrea Wolf und Uta Schneiderbanger werden ebenfalls als Märtyrerinnen verehrt.

## Erfahrungsberichte
- Anja Flach: Jiyaneke din – ein anderes Leben. Zwei Jahre bei der kurdischen Frauenarmee. Mezopotamien Verlag: Köln 2003. ISBN 3-931885-49-6
- Anja Flach: Frauen in der kurdischen Guerilla: Motivation, Identität und Geschlechterkampf in der Frauenarmee der PKK. Papyrossa Verlag: Köln 2007. ISBN 978-3-89438-377-0